# Virville
Virville – miejscowość i gmina we Francji, w regionie Normandia, w departamencie Sekwana Nadmorska.
Według danych na rok 1990 gminę zamieszkiwały 254 osoby, a gęstość zaludnienia wynosiła 103 osoby/km² (wśród 1421 gmin Górnej Normandii Virville plasuje się na 652. miejscu pod względem liczby ludności, natomiast pod względem powierzchni na miejscu 865.).